# Vedspett
Vedspett (Picoides dorsalis) är en medelstor nordamerikansk hackspett nära släkt med tretåig hackspett.

## Utseende
Vedspett är något mindre än nominatformen av tretåig hackspett, respektive den stora boreala underarten crissoleucus. De amerikanska tretåiga hackspettarna är mycket ljusa taxa och skiljer sig från varandra framförallt genom olika fördelning av fjärderdräktens svarta och vita partier. Den har en längd på 21 cm och ett vingspann på 38 cm. I adult dräkt är de svarta på huvudet, ovansidan vingarna och övergumpen, och vita på strupen och magen. Kroppsidorna och ryggen är vita med svarta streck. Stjärten är svart men de två yttersta fjädrarna är vita med subtila svarta streck. Hjässan är svart med vita prickar och den adulta hanen har en gul fläck i pannan. Även juvenila fåglar har en mindre gul fläck i pannan under perioden juli till augusti.

## Utbredning och systematik

### Systematik
Tidigare behandlades vedspett, med sina undertaxa, som nearktiska underarter till tretåig hackspett (Picoides tridactylus). Undersökningar har dock visat på en förhållandevis stor genetisk divergens mellan nearktiska och holarktiska tretåiga hackspettar, vilket resulterat i att de amerikanska taxonen idag behandlas som en egen art, exempelvis av American Ornithologists' Union, IUCN, SOF och Clements 2016. Sedan 2014 behandlar dock Birdlife International och internationella naturvårdsunionen IUCN vedspetten återigen som en del av tretåig hackspett. Det medför att den inte längre placeras i någon hotkategori.

### Utbredning
I Nearktis sträcker sig utbredningsområdet snett över den nordamerikanska kontinenten från Newfoundland till västra Kanada och Alaska. I de bergiga barrskogsområdena sträcker sig vissa bestånd söderut till New Mexico och Arizona. Den är vanligtvis en stannfågel men de nordligaste populationerna flyttar ibland söderut och fåglar som häckar på hög höjd genomför alltitudflyttningar.

### Underarter
Vedspett delas upp i två till tre underarter. Uppräkningen nedan följer Clements 2016:
- Picoides dorsalis bacatus (Baird, 1858) förekommer i Klippiga bergen.
- Picoides dorsalis dorsalis  - nominatformen förekommer i nordvästra Nordamerika
- Picoides dorsalis fasciatus (Baird, 1858) - förekommer i östra Nordamerika.

## Ekologi
Häckningsbiotopen är barrskog, speciellt gran (Picea spp) och de häckar i trädhålor. Paret hugger ut boet tillsammans och skapar ett nytt bohål varje år. Honan lägger 3-7 ägg i ett bo som ofta är uthugget i ett dött barrträd, men ibland även i ett levande eller i en stolpe. 
Vedspett födosöker på barrträd genom att hacka efter trädlevande skalbaggar, larver och andra insekter. De kan även äta frukt och sav. Ofta förflyttar de sig till område med hög koncentration av insektsangripna träd, vilket ofta inträffar efter skogsbränder eller översvämningar.